# Insel am Ende der Welt
Insel am Ende der Welt (Originaltitel: The Island at the Top of the World) ist ein US-amerikanischer Fantasy-Abenteuer-Film des Regisseurs Robert Stevenson aus dem Jahr 1974. Er basiert auf dem 1961 erschienenen Roman Insel am Ende der Welt (auch Die Verlorenen; Originaltitel: The Lost Ones) von Ian Cameron (1924–2018) und wurde von der Walt Disney Company produziert. Die Dreharbeiten fanden in Redmond in Oregon statt.

## Handlung
Sir Anthony Ross bricht 1907 mit dem Archäologie-Professor Ivarsson und Captain Brieux in dessen Luftschiff Hyperion in die Arktis auf, um seinen verschollenen Sohn Donald zu suchen, der die legendären Walfriedhöfe und eine kartografisch nicht erfasste Insel gesucht hat. Sie erleiden im Polargebiet Luftschiffbruch, treffen auf der gefundenen Insel einen Eskimo, und entdecken in einem durch Vulkanismus erwärmten Fjord-artigen Tal hinter hohen Bergen eine Stadt mit Wikingern, die noch wie vor tausend Jahren leben, weil die Goden Kontakte zu den Skrälingern der Außenwelt verbieten. Sich vor den Fremden fürchtend nehmen die Anthony Ross und seine Begleiter gefangen und wollen diese töten, was durch das in Donald Ross verliebte Wikingermädchen Freya verhindert wird. Auf der Flucht entdecken Reisenden eine Bucht mit Walskeletten sowie einen riesigen Ambraschatz. Es folgen weitere Abenteuer bis alle, auch Freya, schließlich mit Hundeschlitten wieder in die Zivilisation zurückkehren. Der Professor Ivarsson ist jedoch freiwillig als Geisel zurückgeblieben um das Leben der anderen, die versprechen mussten das Geheimnis der Insel zu wahren, zu retten und um das Leben der Wikinger zu studieren.

## Kritiken
„Tricktechnisch veralteter Abenteuerfilm aus der Disney-Werkstatt, voller Klischees inszeniert.“

„Der einfallsreiche und amüsante Film zeigt, was 1907 in der Arktis alles möglich war. (Wertung: 2 von 4 möglichen Sternen – durchschnittlich)“

## Auszeichnungen
Die Wikingersiedlung und vor allem das Luftschiff Hyperion waren aufwendig, es wurde knapp 20 Jahre später in Disneyland Park (Paris)#Discoveryland Vorbild für das Cafe Hyperion. In der Kategorie Bestes Szenenbild wurden Peter Ellenshaw, John B. Mansbridge, Walter H. Tyler, Al Roelofs und Hal Gausman für die Oscarverleihung 1975 nominiert.

## Erstaufführungen
- USA 20. Dezember 1974
- Deutschland 17. Oktober 1975

## DVD-Veröffentlichung
- Insel am Ende der Welt. Walt Disney Home Video Entertainment 2003.